# Hassan Zandbaf
Hassan Zandbaf (geb. in Teheran) ist ein Iranischer Komponist, Autor und Dozent der Universität Teheran. Er war Absolvent des Richard-Strauss-Konservatoriums München des Jahres 1978. Nach seiner Laufbahn als Musiker und Komponist veröffentlichte er ein dutzend literarische Werke mit dem Augenmerk auf die Musikgeschichte und ihre gesellschaftlichen und soziologischen Einflüsse. Seine Bücher gehören zum Regelstudienwerk an den iranischen Musikhochschulen. Er ist der Bruder des iranischen Regisseurs, Editors und Produzenten Hossein Zandbaf.

## Ausbildung
- Teheran Conservatory of Music
- Richard-Strauss-Konservatorium München – Schwerpunkt: Musiklehre

## Kompositionen
Diverse Symphonien, Opern und Musikstücke für Radio- und TV-Sender im Iran, darunter:
- Opera:  Arash
- Symphonie: Solidarity
- Hass
- ich bin der baum
- schmeterling flight
- sinfoni : schiksal

## Filmkompositionen (Auswahl)
- 1982: DASTE SHEYTAN by Hossein Zandbaf
- 1984: MARGE SEFID by Hossein Zandbaf
- 1985: THE MAN WHO KNEW TOO MUCH by Yadollah Samadi
- 1985: TA’EL by Mohammad Aghili
- 1992: DO NAFARO NESFI (TWO AND A HALF PERSON) by Yadollah Samadi
- 1993: DOMROL by Yadollah Samadi
- 1994: PAYAN-E KUDAKI (END OF CHILDHOOD) by Kamal Tabrizi
- 1995: MEHRIE BIBI by Asghar Hashemi
- 2002: SAYE ROSHAN (TWILIGHT) by Hassan Hedayat[1][2][3][4]

## Publikationen im Iran
- ALLGEMEINE MUSIKLEHRE: Musiktheorie, Instrumentenkunde
- Formenlehre
- RHYTHMUS
- Leksikon Der Musik : Ulstein  (in zwei Baende)
- MUSIKGESCHICHTE: Einzelne Epochen, Gattungen und Formen
- SOZIOLOGIE DER MUSIK: Der wechselseitige Einfluss der Musik auf gesellschaftliche Strukturen
- MUSIK DES ZWANZIGSTEN JAHRHUNDERTS:A. Schoenberg, W. Gieseler und weitere Komponisten
- MUSIK KRITIK: Analyse iranischer Volksmusik in einem universellen Gesamtkonsens
- KOMPOSITION UND GESANG: Lehrbuch
- MUSIKGESCHICHTE DER WELT: Zusammenfassung folgender Werke
  - Knaurs Weltgeschichte der Musik
  - Epochen der Musikgeschichte in Einzeldarstellung (Dtv Wissenschaftliche Reihe)
- HARMONIELEHRE: Zusammenfassung folgender Werke 
  - Harmonielehre - Paul Hindemith 1- 2
  - Harmonielehre -  Dachs-Söhner 1-2

(Quelle:)

## Literarische Übersetzungen
- ULLSTEIN MUSIK LEXIKON
- MUSIKINSTRUMENTE DER WELT: EINE ENZYKLOPÄDIE MIT UEBER 4000 ILLUSTRATIONEN